# Apple Store

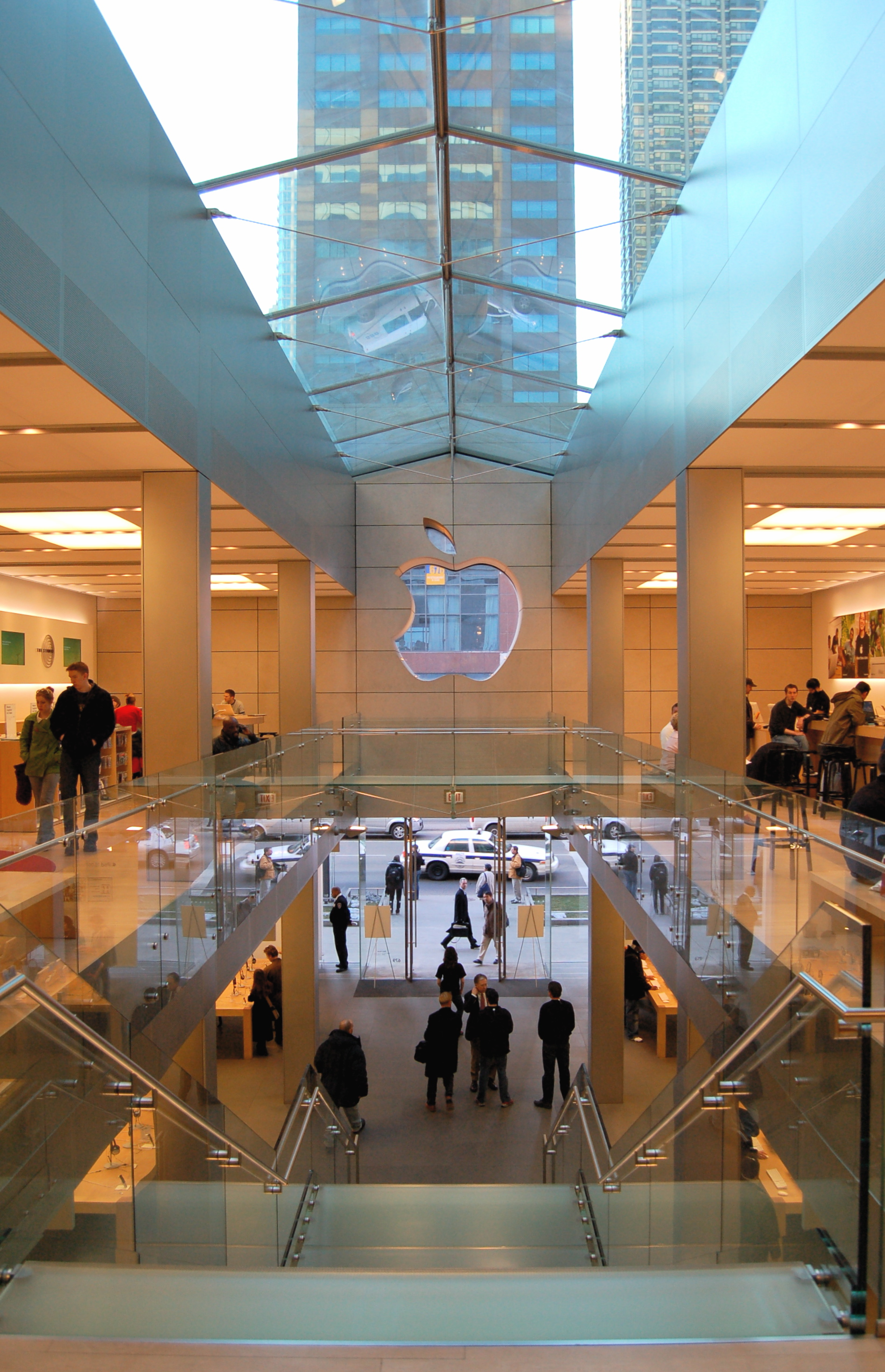
シカゴ市内にあるApple Storeの店内。

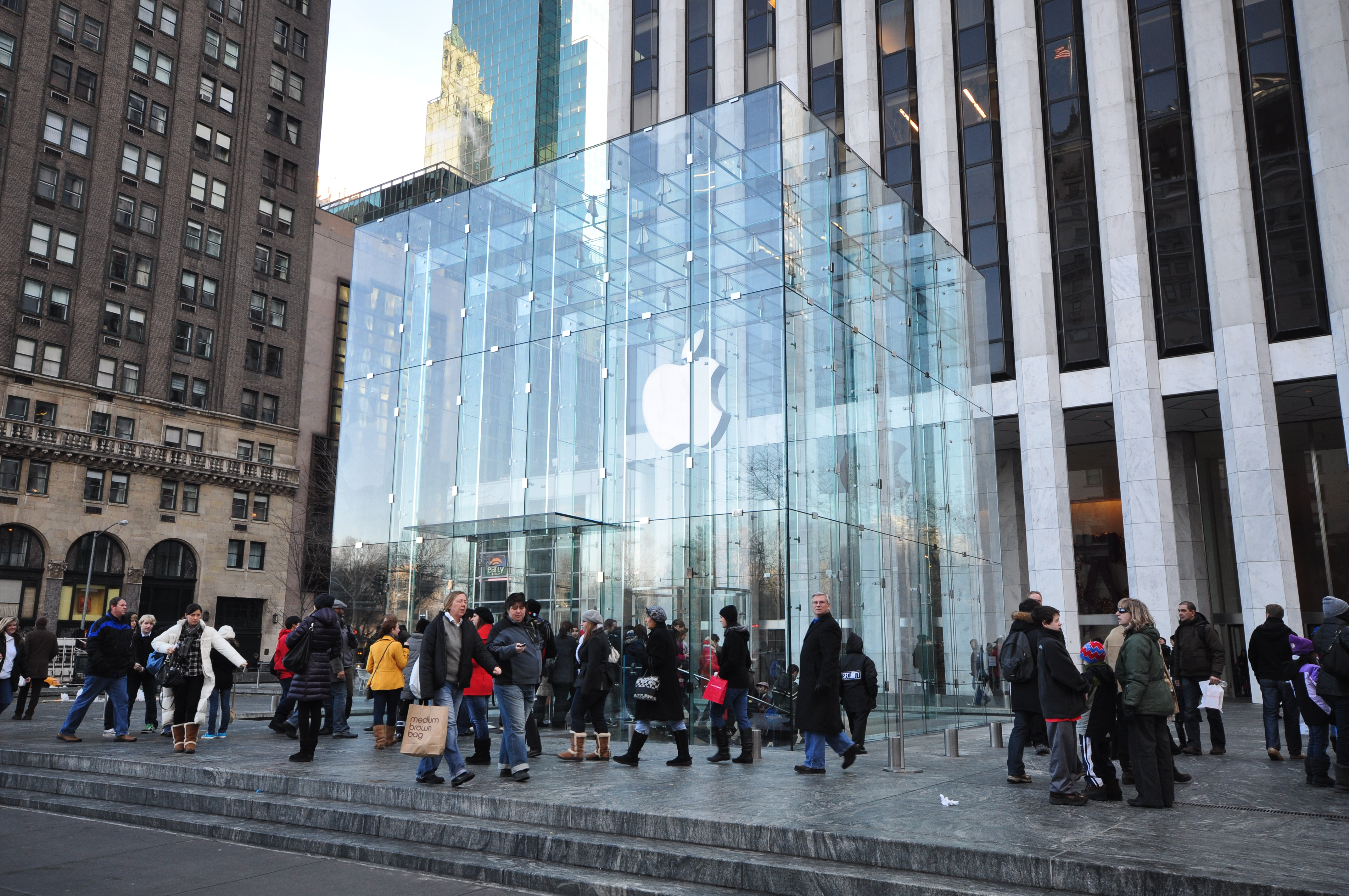
ニューヨーク市内の旗艦店であるApple Fifth Avenue

Apple Store（アップル・ストア）は、Appleによって運営されている直営の販売店および技術サポート拠点である。

## 概要
2001年5月15日、Appleは全米で25店舗の直営店を2001年中にオープンすることを発表し、同年5月19日に、最初の2店舗がバージニア州マクリーンのタイソンズコーナーとカリフォルニア州グレンデールのグレンデールガレリアにオープンした。開店2日目で、2店舗合わせて来客数7700人を突破し、売上は合計59万9,000ドルに達した。
1999年、スティーブ・ジョブズ主導の元、当時の取締役ミラード・ドレクスラーの助言 と小売店担当上級副社長ロン・ジョンソンの監督によりApple Storeの初期の計画は進められた。
なお、全直営店面積と売上をそれぞれ合計し、1平方フート辺りの売上を算出して比較した場合、その面積売上はアメリカにおけるどの小売店の売上よりも多く、2位のティファニーのブランドショップの倍以上となる。

## 店舗内
店舗の建物はショッピングモールの中にテナントとして入ったり、路面店としても存在する。店舗の大きさやデザインは様々で特徴のある作りとなっているが、どの店舗も売り場と共にサポート拠点としての機能を持つ他、Today at Appleセッションが行われている。
かつては、Genius Barカウンター、トレーニングの場としてthe Studioコーナーがある店舗も存在した。
Genius Bar

各店舗には技術サポート窓口としてカウンター形式のGenius Bar（ジーニアスバー）というコーナーが設置されていたが、2019年9月現在は、一部店舗を除き専用カウンターは存在せずにスタッフのGeniusが対応する。
the Studio
クリエイティブ分野のソフトウェアに特化した技術サポート窓口やOne to Oneトレーニングの場としてthe Studio（ザ・スタジオ）というコーナーを設置している店舗がある。
Theater
スクリーンと椅子が設置されたTheater（シアター）というコーナーをもつ店舗があり、製品デモンストレーションや各種ワークショップなどが開催され、ユーザグループのミーティングにも利用される。日本では銀座・心斎橋に導入されており、銀座では大学等が貸し切って利用する場合もある。
The Forum
サンフランシスコの旗艦店Apple Union Squareを筆頭に、巨大なLEDパネルによるスクリーンと椅子のあるThe Forumが設置されている店舗がある。日本では、Apple 新宿を皮切りに、京都・丸の内・表参道・福岡に導入されている。
Boardroom
法人営業用の会議室Boardroomが用意されている店舗がある。日本では、Apple京都を皮切りに、渋谷・丸の内・福岡・川崎に導入されている。

## 国と地域
2025年7月現在、Appleは世界中で合計535店舗を展開しており、そのうち273店舗は米国のみにあります。直近では、2025年7月26日に大阪にApple 梅田がオープンしました。これは大阪では2店舗目、関西地方では3店舗目、そして日本では11店舗目となります。

50店舗以上
20-49店舗
10-19店舗
5-9店舗
2-4店舗
1店舗
建設/計画中

| 国 / 地域        | 国 / 地域        | 初店舗のオープン日 | 店舗数 | 出典   |
| ---------------- | ---------------- | ------------------ | ------ | ------ |
| アメリカ         | アメリカ         | 2001年5月19日      | 273    | .      |
| イギリス         | イギリス         | 2004年11月20日     | 40     | .      |
| オーストラリア   | オーストラリア   | 2008年6月19日      | 22     | .      |
| 中国             | 中国大陸         | 2008年7月19日      | 48     | .      |
| 中国             | 香港             | 2011年9月24日      | 06     | .      |
| 中国             | マカオ           | 2016年6月25日      | 02     | .      |
| ドイツ           | ドイツ           | 2008年12月6日      | 16     | .      |
| フランス         | フランス         | 2009年11月7日      | 20     | .      |
| スペイン         | スペイン         | 2010年9月4日       | 12     | .      |
| カナダ           | カナダ           | 2005年5月21日      | 28     | .      |
| イタリア         | イタリア         | 2007年3月31日      | 17     | .      |
| ベルギー         | ベルギー         | 2015年9月19日      | 01     | .      |
| 日本             | 日本             | 2003年11月30日     | 11     | .      |
| オランダ         | オランダ         | 2012年3月3日       | 03     | .      |
| スイス           | スイス           | 2008年9月25日      | 04     | .      |
| スウェーデン     | スウェーデン     | 2012年9月15日      | 03     | .      |
| ブラジル         | ブラジル         | 2014年2月15日      | 02     | .      |
| 韓国             | 韓国             | 2018年1月27日      | 07     | .      |
| オーストリア     | オーストリア     | 2018年2月24日      | 01     | .      |
| アラブ首長国連邦 | アラブ首長国連邦 | 2015年10月29日     | 04     | .      |
| メキシコ         | メキシコ         | 2016年9月24日      | 02     | .      |
| トルコ           | トルコ           | 2014年4月5日       | 03     | .      |
| シンガポール     | シンガポール     | 2017年5月27日      | 03     | .      |
| 台湾             | 台湾             | 2017年7月1日       | 02     | .      |
| タイ             | タイ             | 2018年11月10日     | 02     | .      |
| インド           | インド           | 2023年04月18日     | 02     | [ 47 ] |
| マレーシア       | マレーシア       | 2024年06月22日     | 01     | [ 48 ] |
| 合計で           | 合計で           | 合計で             | 535    |        |

### アメリカ合衆国
2025年07月現在、273店舗が営業している。Apple Mini Storeは、サンフランシスコに拠点を置くコラボレーティブデザイン事務所エイトインク (Eight Inc.)によって設計された。

### 日本
| 店名             | フロア構成                   | 所在地                                                        | 開店日                                                                                                  |
| ---------------- | ---------------------------- | ------------------------------------------------------------- | --- |
| Apple Store 札幌 |                              | 北海道札幌市中央区南1条西3丁目8-20 QB 札幌                    | 2006年6月24日 (2016年2月26日閉店)                                                                       |
| Apple 仙台一番町 |                              | 宮城県仙台市青葉区一番町3-10-24                               | 2005年12月10日（2019年1月25日閉店）                                                                     |
| Apple 丸の内     | 2F（日本最大） （BOARDROOM） | 東京都千代田区丸の内2-5-2 三菱ビル                            | 2019年9月7日                                                                                            |
| Apple 銀座       | 3F, B1                       | 東京都中央区銀座8-9-7 HULIC &New GINZA 8                      | 2003年11月30日 （建替え工事のため、2022年8月30日に東京都中央区銀座3-5-12 サヱグサビル本館より一時移転） |
| Apple 渋谷       | 4F, B1 （BOARDROOM）         | 東京都渋谷区神南1-20-9 ABC-Mart公園通りビル                   | 2005年8月6日 2017年11月26日より一時休業 2018年10月26日にリニューアルオープン                            |
| Apple 表参道     | 1F, B1                       | 東京都渋谷区神宮前4-2-13                                      | 2014年6月13日                                                                                           |
| Apple 新宿       | 1F                           | 東京都新宿区新宿3-30-13 新宿マルイ本館                        | 2018年4月7日                                                                                            |
| Apple 川崎       |                              | 神奈川県川崎市幸区堀川町72-1 ラゾーナ川崎プラザ               | 2019年12月14日                                                                                          |
| Apple 名古屋栄   | 2F                           | 愛知県名古屋市中区栄3-17-15 エフエックスビル                  | 2005年1月22日                                                                                           |
| Apple 京都       | 3F, B1 （BOARDROOM）         | 京都府京都市下京区四条通高倉東入立売中之町83-1 京都ゼロゲート | 2018年8月25日                                                                                           |
| Apple 心斎橋     | 2F                           | 大阪府大阪市中央区西心斎橋1-5-5 アーバンBLD心斎橋             | 2004年8月28日                                                                                           |
| Apple 梅田       | 2F                           | 大阪府大阪市北区大深町4-20 グランフロント大阪（南館）         | 2025年7月26日                                                                                           |
| Apple 福岡天神   |                              | 福岡県福岡市中央区天神2-3-24 天神ルーチェ                     | 2005年12月3日 （2019年9月27日移転の為閉店）                                                             |
| Apple 福岡       | 1F, B1 （BOARDROOM）         | 福岡県福岡市中央区天神2-5-19                                  | 2019年9月28日に新築の単独店舗ビルへ移転オープン                                                         |

日本では、かねてよりインターネットと電話による直販を行っていたが、アメリカ以外では初の直営店となる銀座店を皮切りに、各地にオープンしている。各々の店舗では、連日テーマに基づいた情報やTipsが得られる無料のワークショップ（Today at Apple）が開催され、また、有料の実践型講座Studio Seriesも行われている。そのほか、無料のスペシャルイベントが開催され、注目のアーティストによるプレゼンテーションなどが行われている。銀座店以外では、地元インディーズバンドなどのインストア・ライブも開催され、文化の発信地としても機能している。
銀座店では、外国人観光客・Macユーザーに対応するために、日本語以外に、英語、中国語（標準中国語の普通話および広東語）、タイ語、朝鮮語、イタリア語、フランス語、スペイン語、ポルトガル語の10か国語を話す多言語対応スタッフが配置されている。また、京都店は12か国語に対応するスタッフで構成されており、その他の店舗にも、英語などの数か国語の外国語を話せるスタッフが配置されている。
なお、銀座店のみ設置されているエレベーター「シャトル」には階数表示こそあるが、階数を指定するボタンは無く、操作盤にはドア開ボタンとEmergency Call（非常用）ボタンのみ配置されており、必ず各階に停まる仕組みである。その為、各階の乗り口前にある呼び出しボタンはダミーであり、押したからと言ってシャトルが来るわけではない。しかしダミーボタンがなければ利用者が不安を感じる為、あえて設置されている。
札幌店は、入居していたビルが再開発で取り壊されるとされた（ビルは取り壊さず、その後「SONY札幌」が入居した）ため、2016年2月26日に閉店したが、「より利用しやすい場所で再び開業したい」とし、移転先を探して再開を目指していることが明らかにされている。しかし、2023年1月現在、アップルがコンセプトにしてる内容に見合った移転先が見つからずオープン日は未定のままである。
仙台一番町店は、2019年1月25日をもって閉店した。
川崎店は、日本のApple Storeでは初となるショッピングモール内への出店となった。
店名を「Apple Store＋地域名」から「Apple＋地域名」に変更する作業が北米の店舗で実施されていたが、日本では2016年8月中旬に一斉に実施された。

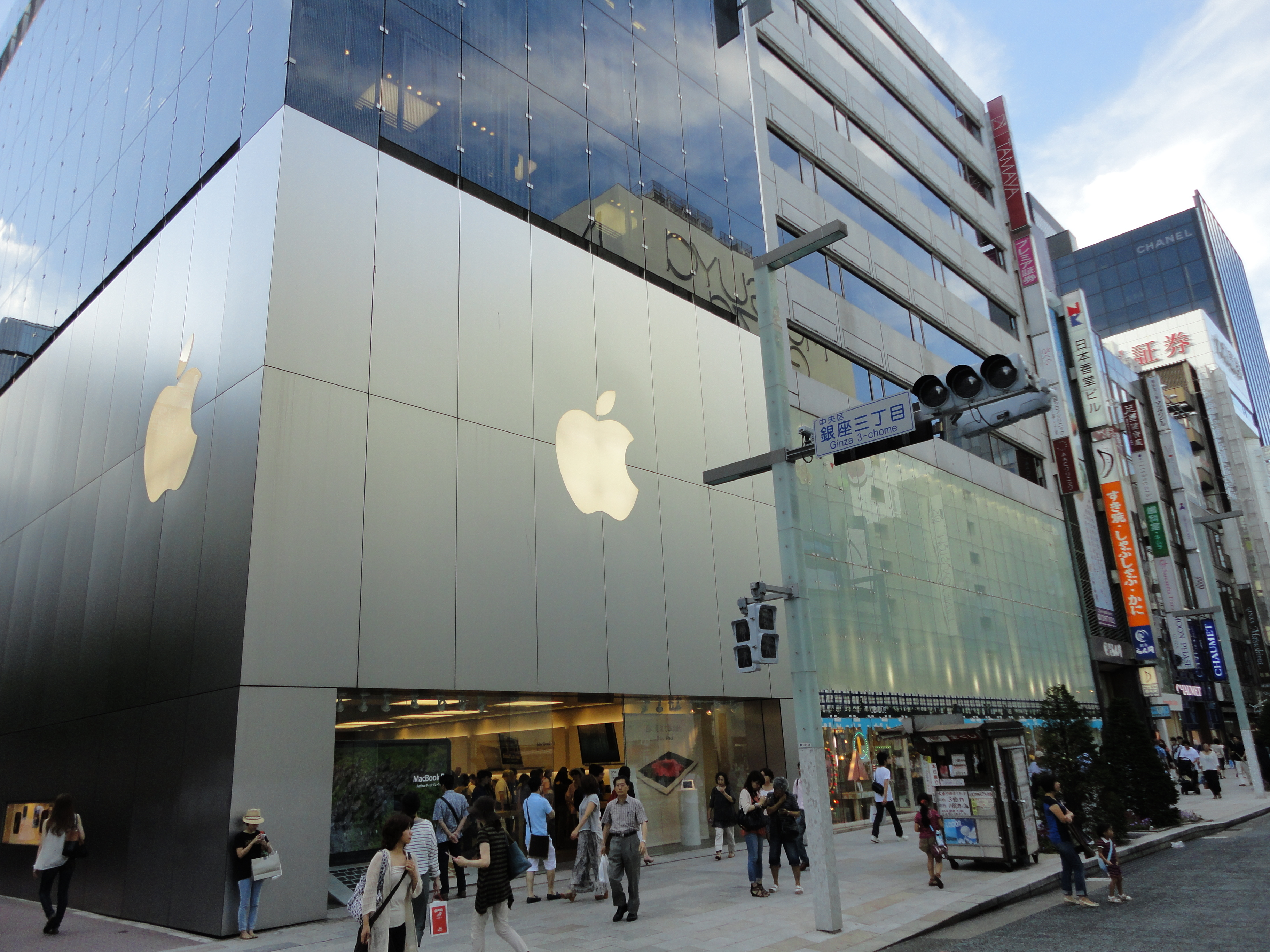
Apple 銀座（東京）
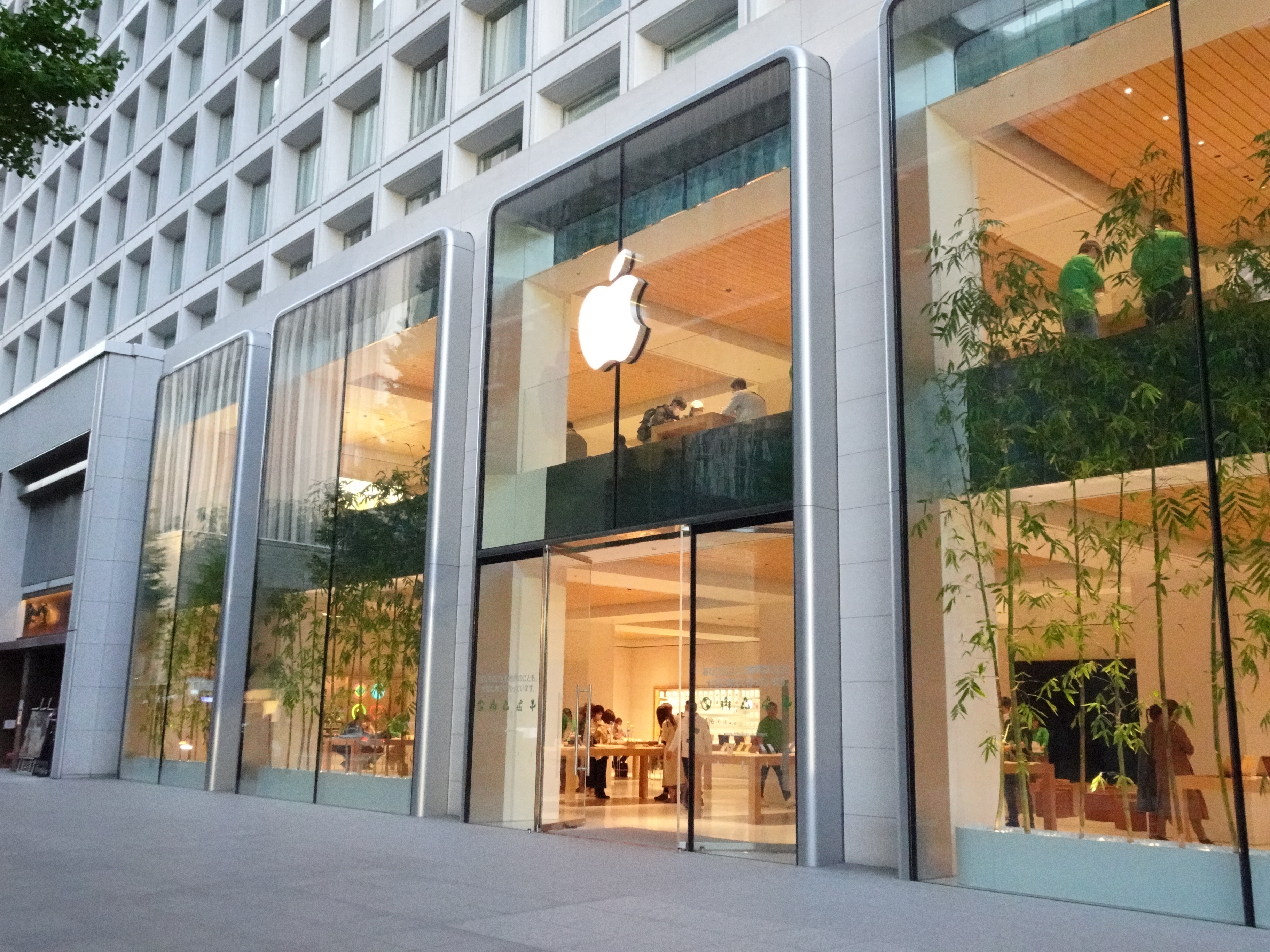
Apple 丸の内（東京）
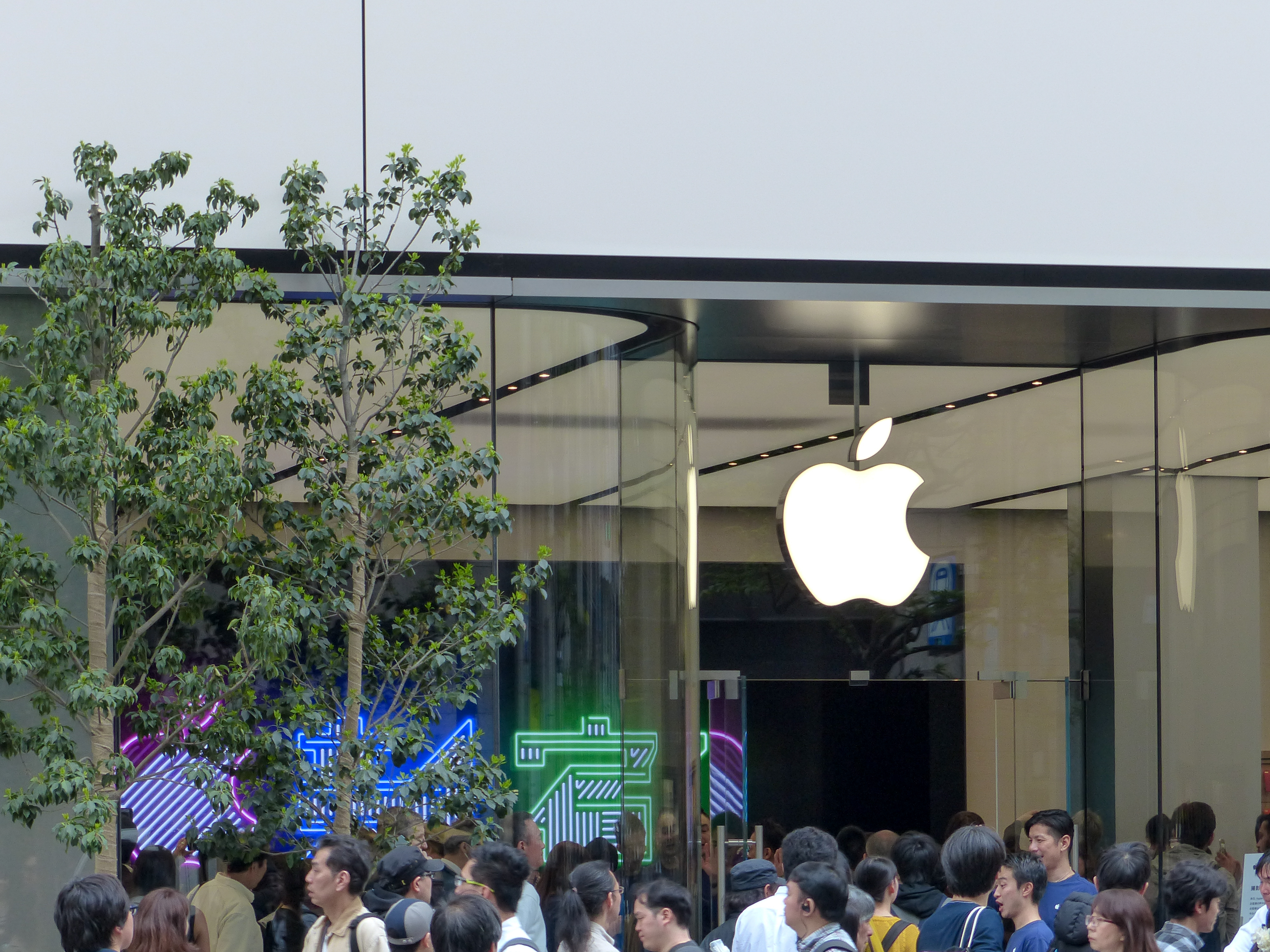
Apple 新宿（東京）
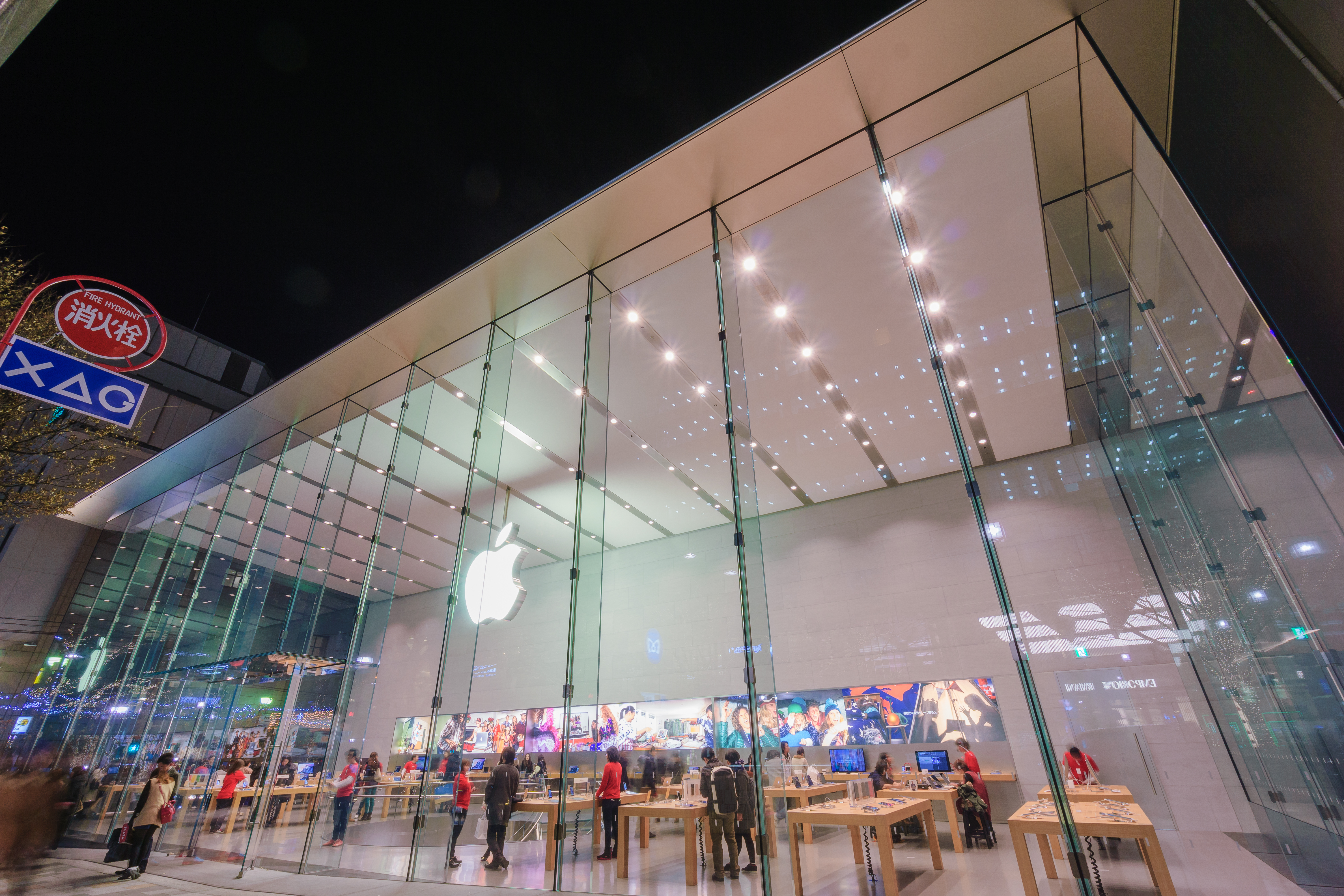
Apple 表参道（東京）
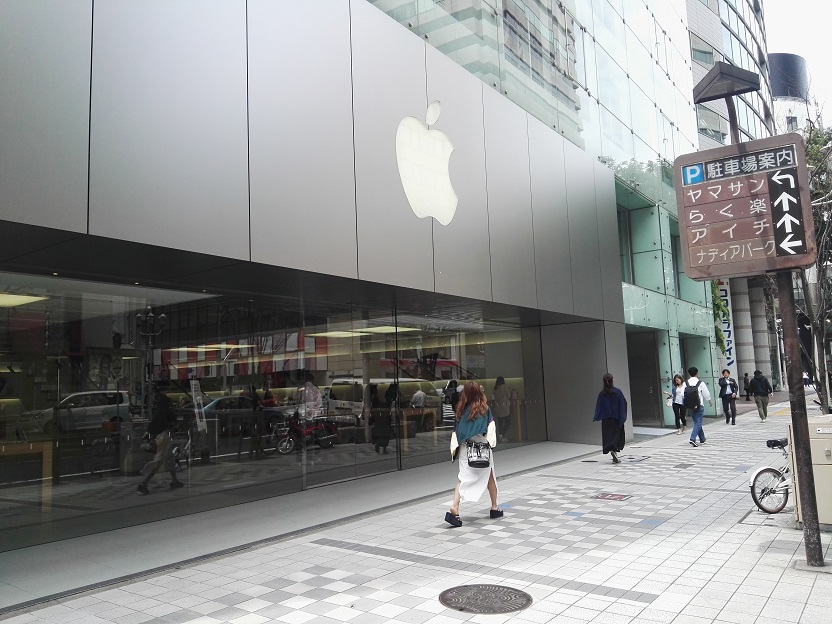
Apple 名古屋栄（愛知）
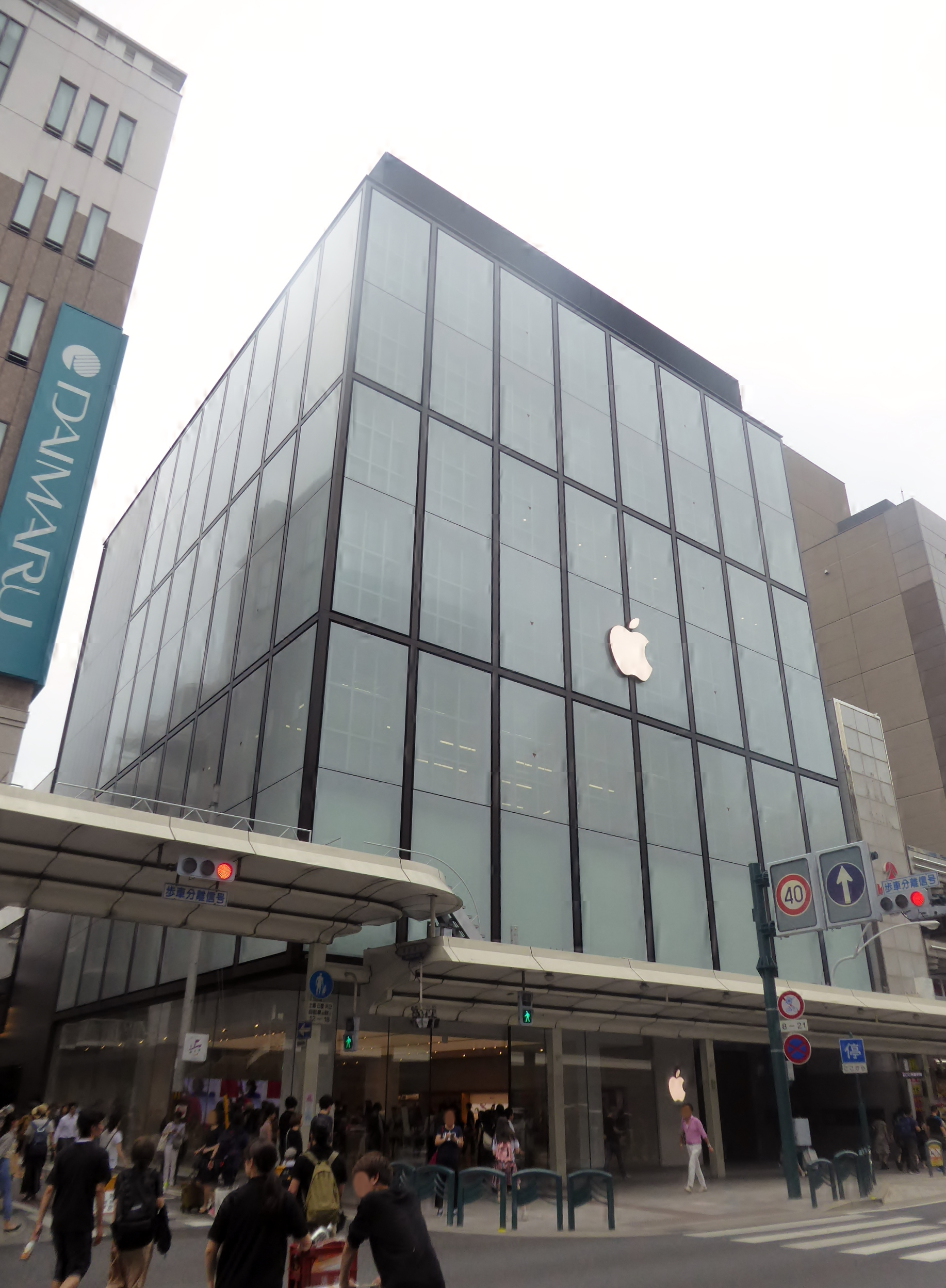
Apple 京都（京都）
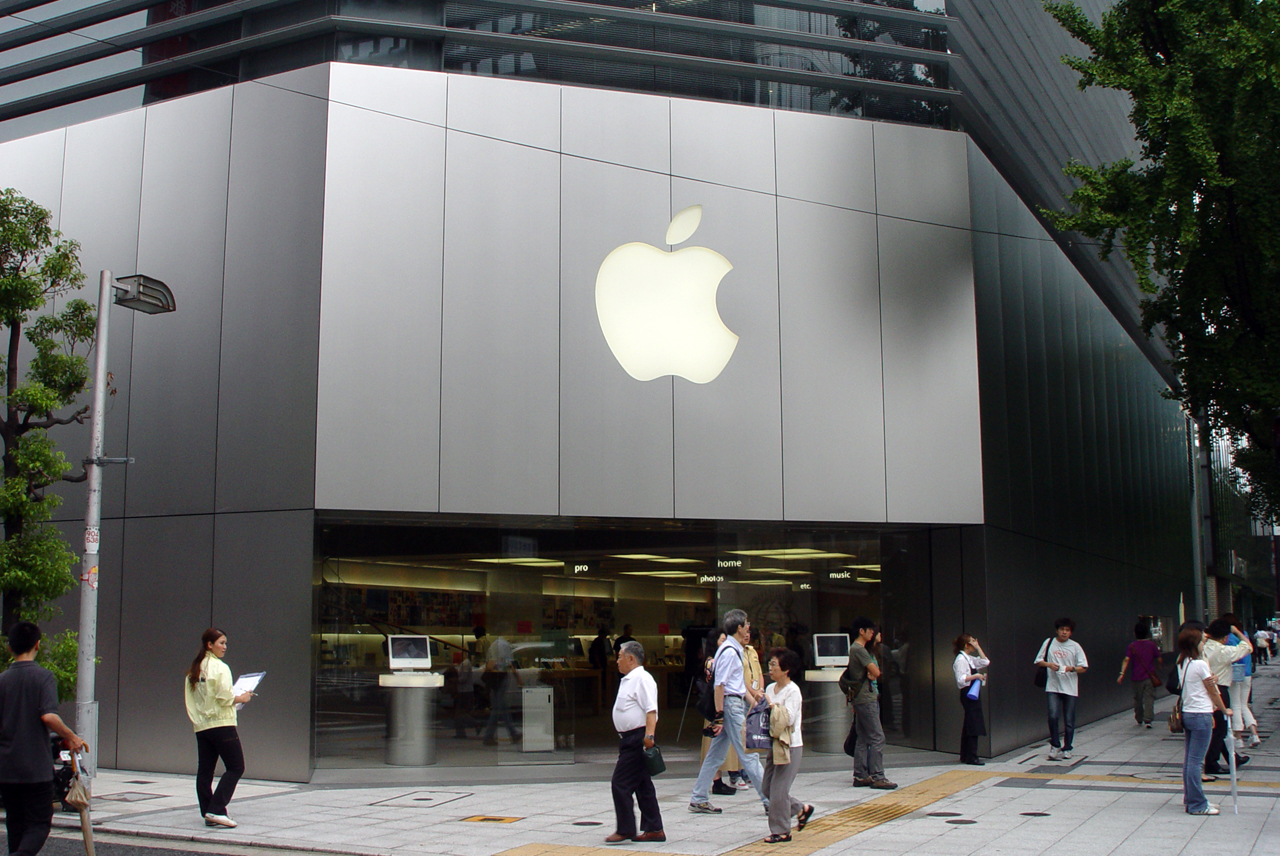
Apple 心斎橋（大阪）
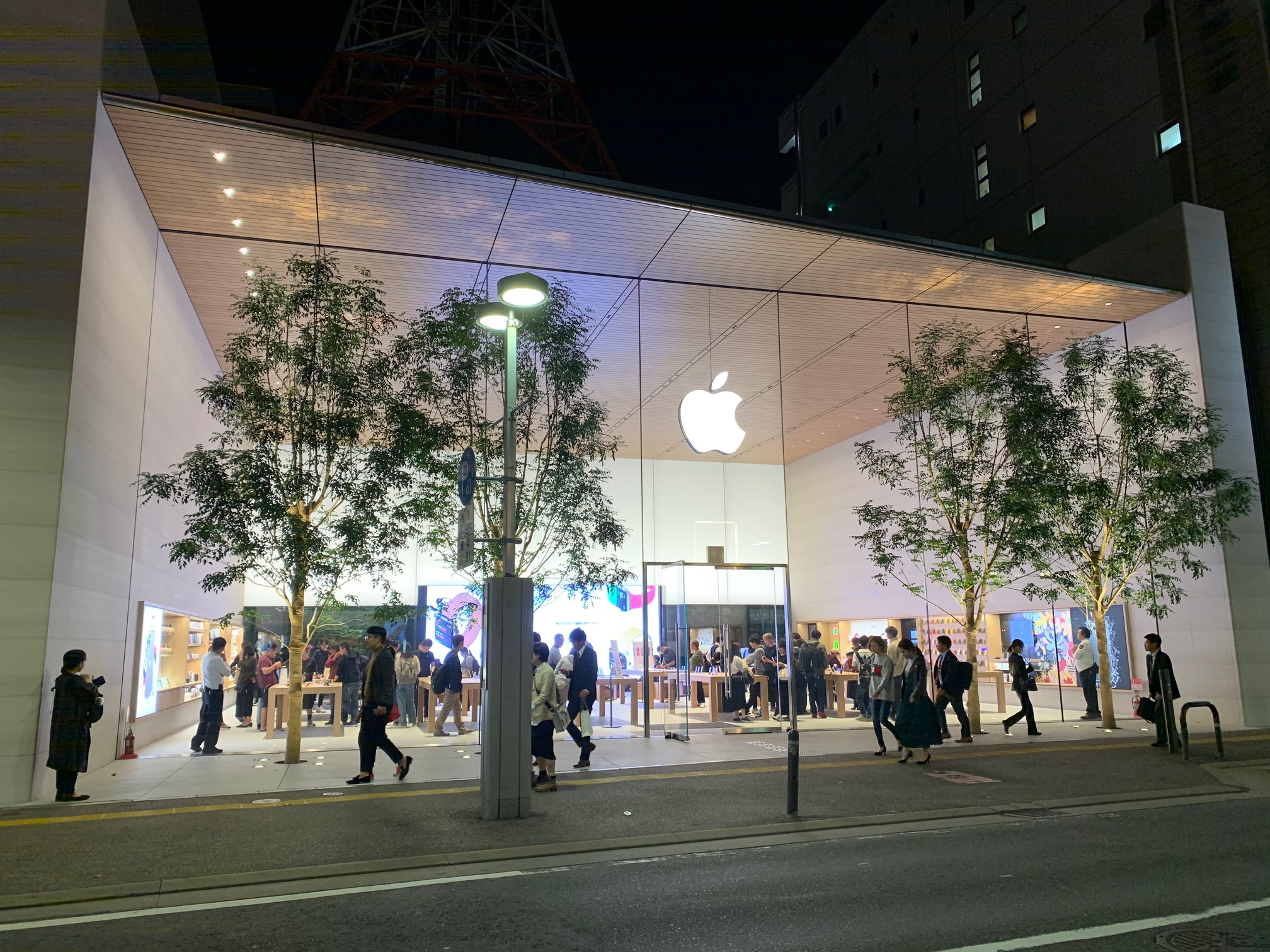
Apple 福岡（福岡）

#### 建物
日本のApple Storeでは2014年開業の表参道店と2019年に移転開業の福岡店が独立店舗として独自にデザインされた建物であり、2005年開業の福岡天神店（旧店舗 2019年閉店）と2018年開業の京都店がビルの新規建設時に入居を前提にデザインされた店舗である。その他は既存建築物の柱や床を抜くなどの大規模改修工事によるデザイン変更した建築物である。特に銀座店は、建物全体でAppleのコンピュータ（2003年当時の）を想起させるデザインとなっている。銀座店についてはリノベーション工事中も変わらず営業を継続し、6ヵ月半という異例の短工期で行われた。なおガラスのカーテンウォールの奥に本来の躯体のコンクリート柱・梁を見ることができる。日本国内のApple Storeはアパレルブランドの旗艦店が行うような建物自体を特徴的な外観を持つランドマークにするためのリノベーションや新築をしているが、世界でも同様の例が多い一方で香港の Festival Walk やルイジアナ州 Lakeside Shopping Center、日本でもApple 川崎のようにショッピングセンターのテナントとして入り、店舗外観自体を持たないApple Storeもある。
デザインは、シンボリックでガラスの立方体で知られるFifth Avenue、SoHo、銀座や表参道を含めBohlin Cywinski Jacksonが担当したものが多い。

## その他
- 日本の場合Apple Storeの他、個人向けとしては以下の様な店舗形態がある。いずれもApple直営では無い。
  - Apple Premium Reseller（独立した店舗を持ち、Apple製品を専門的に扱う[注釈 2][注釈 3])
  - Apple Authorized Reseller（家電量販店などでは店舗内コーナーとして小規模な売り場[注釈 4]が設置されている。）
- 法人向けには「Apple Value Added Reseller (Apple VAR)」が、教育機関向けには教育機関向けApple製品販売パートナーが、様々な商用・教育ニーズに合ったサービスと組み合わせた上でApple製品を販売している。
- Genius Bar以外のApple製品のサポート窓口についてはApple公認の「Apple正規サービスプロバイダ」がある[注釈 5]。店舗へ足を運べない場合の修理は、申込みをしてApple リペアセンターへ配送することで対応が行われる[84][85]。

## Apple Store オンライン
1999年2月18日より開設・運用されているAppleのオンラインショップである。過去の名称はApple Online Store'（アップル オンライン ストア）。BTO (CTO)は、同年7月1日に開始された。
カリフォルニア州クパチーノのAppleによってWebObjectsを利用して運営され、同社の全ての製品とサードバーティー製品が販売されている。インターネットからの注文に加え、電話による注文も可能である。支払い方法は各種あるが、場合によっては商品到着まで2週間以上かかるものもある。個人向け以外にも、法人向けにも運用されており、政府系機関・公務員割引、学生・教職員割引が適用される専用ページもある。Apple Japan合同会社では、日本語以外では英語での対応も電話で可能。